# Staatspreis Consulting Ingenieurconsulting
Der Staatspreis Consulting Ingenieurconsulting wird seit 1990 in Österreich vergeben.

## Geschichte
Im Jahr 1990 wurde der Staatspreis von der VBIÖ zu den Bereichen Projektmanagement, Architektonische Gestaltung, Technische Problemlösung und Planungsexport organisiert. Ab 1991 organisierte die Bundesfachgruppe Internationales Consulting den Staatspreis zu den Bereichen Architektonische Gestaltung, Projektmanagement und Revitalisierung.
Mit 20 Bewerben in 22 Jahren gab es 535 Einreichungen, 30 Staatspreise, 86 Nominierungen/Anerkennungen und 7 Jury-Preise.

## Preisträger 1990–1993
| Jahr | Preisträger | Anerkennungen                                         |
| ---- | --- | ----------------------------------------------------- |
| 1990 | ATP Achammer, Tritthart & Partner, Architekt Christoph M. Achammer, Bauingenieur Sigfrid Tritthart Projektmanagement für die Erweiterung Salzburger Ausstellungszentrum |                                                       |
| 1990 | ATP Achammer, Tritthart & Partner Christoph M. Achammer Energiekonzept für das Einkaufszentrum Sillpark                                                                 |                                                       |
| 1990 | Architektengruppe U-Bahn, Wilhelm Holzbauer, Heinz Marschalek, Georg Ladstätter, Bert Gantar U-Bahn Vancouver Kanada                                                    |                                                       |
| 1990 | Architekt Wolfgang Brunbauer Altin Yunus Hotel in Marmaris Türkei |                                                       |
| 1990 | VCE Olympia Brücke Seoul |                                                       |
| 1990 | Geoconsult Salzburg U-Bahn Seoul |                                                       |
| 1991 | Ingenieurbüro Pörner Abwasserprojekt Funder Werk I |                                                       |
| 1991 | Werkstatt Wien, Spiegelfeld, Holnsteiner + Co Revitalisierung Schmöllerlgasse                                                                                           |                                                       |
| 1991 | Architekt Friedmund Hueber Entwicklung und Anwendung der Anastylose |                                                       |
| 1992 | Vamed Engineering Cardiothoracic Centre Kuala Lumpur | Architekten am Graben Mitshubishi Schauraum Prag      |
| 1992 | Posch & Partner Kleinkraftwerk Namche Bazar Nepal | CPEC Flood Protection Bangkok                         |
| 1992 | Lichttechnische PlanungsGmbH, Bartenbach, Wagner Entwicklung und Planung einer Prismen-Sonnenschutzfassade                                                              | VCE Taktschiebebrücken Taiwan                         |
| 1992 | Architekturbüro Kupa Kompostierungsanlage Lobau |                                                       |
| 1992 | Scharoplan Energiemodell Aschach |                                                       |
| 1992 | DI Wolfgang Meixner Vermessungsarbeiten im Bundesland Sachsen |                                                       |
| 1992 | Architekt Lamprecht Neukonzipierung der Beleuchtung Kunsthistorisches Museum Wien                                                                                       |                                                       |
| 1993 | Ziv.-Ing. Büro Metz & Partner, Architekt Luigi Blau Restaurierung des Ronacher                                                                                          | Architekt Popper Möbelhaus in Hamburg                 |
| 1993 | VCE Windkanalversuche | AFC PlanungsGmbH Telecommunication Tower Kuala Lumpur |
| 1993 | AREP Austrian Rail Train Planning Rechnerunterstützte Fahrplangestaltung für die Slowenischen Eisenbahnen                                                               |                                                       |
| 1993 | Posch & Partner Phostrip Anlage der ARA Darmstadt-Eberstadt |                                                       |
| 1993 | Mawexplan Pappenwerk in Sachsen |                                                       |
| 1993 | Architekt Venetos Generalsanierung und Dachgeschoßausbau Palais des beaux Arts                                                                                          |                                                       |

## Preisträger 1994–1998
| Jahr | Preisträger | Nominierungen                                                                    |
| ---- | --- | -------------------------------------------------------------------------------- |
| 1994 | Technisches Büro Scharoplan Biogene Fernwärme Unterneukirchen                                                                          | Architekten Hermann & Valentiny Wohnpark am Elbpavillon, Dessau                  |
| 1994 | ARGE Geoconsult / Posch & Partner Bogensperre Tajan, Iran                                                                              |                                                                                  |
| 1994 | Gruppe Wasser Umweltkataster Veszprem                                                                                                  |                                                                                  |
| 1994 | Lichtlabor Bartenbach Kunstmuseum Wolfsburg                                                                                            |                                                                                  |
| 1994 | Architekten Prantl, Runser, DI Graf Umbau der ehemaligen Lanzendorfer Mühle                                                            |                                                                                  |
| 1995 | Geoconsult Wien, Architekt Hans Hollein Vulkanmuseum in Clermont-Ferrand                                                               | Hans Lechner Generalsanierung Tiergarten Schönbrunn                              |
| 1995 | Architekten Bengt Sprinzl, Utz Purr Zweigstelle der Bank Austria in Hirschstetten                                                      |                                                                                  |
| 1995 | Ingenieurkonsulent für Vermessungswesen Wolfgang Meixner Informationssystem, Vermessung von historischen Gebäuden, Hofburg             |                                                                                  |
| 1995 | ATP Siemens Microelectronic-Center in Dresden                                                                                          |                                                                                  |
| 1995 | Brumi Architekten, Architekt Wolfgang Brunbauer Arena Nova in Wiener Neustadt                                                          |                                                                                  |
| 1995 | DKE-Wasserbauengineering Grundwasserbewirtschaftung Stauraum Kraftwerk Freudenau                                                       |                                                                                  |
| 1996 | DI Kirsch-Muchitsch & Partner Tragwerkerneuerung unter Verkehr bei den Pilzbrücken der Brennerautobahn                                 | KWI-Kapusta, Wildburger Kraft-Wärmekopplung für die holzverarbeitende Instustrie |
| 1996 | Regional Consulting ZTGmbH Stadtentwicklung Tirana                                                                                     |                                                                                  |
| 1996 | Architekt Wilhelm Holzbauer Festspielhaus Baden-Baden                                                                                  |                                                                                  |
| 1996 | DI Matthias Rant Bali Bird Park |                                                                                  |
| 1996 | CPEC (Archiplan, Austroplan, Consultco, Geoconsult, Verbundplan, Donaukraft) Cambodia Main Report                                      |                                                                                  |
| 1996 | Gruppe Wasser Umweltinformationssystem für das Huangpu-Einzugsgebiet in China                                                          |                                                                                  |
| 1997 | Ingenieurbüro Alfred Pauser + Waagner Biro Hebung und Umbau der Praterbrücke unter Aufrechterhaltung als Verkehrs- und Leistungsträger | DI Erhard Kargel Talübergang Gernitzbach                                         |
| 1997 | VCE Bridge Monitoring System |                                                                                  |
| 1997 | Pörner Ingenieurgesellschaft Biturox – Asphalt Blowing Unit, Thailand                                                                  |                                                                                  |
| 1997 | SCF Schüffl, Forsthuber Consulting Optimierte Primärschlammfermentation                                                                |                                                                                  |
| 1997 | UV & P, Neubacher & Partner GmbH Thermische Abfallverwertung – Integrierte Verfahrenstechnik in der Industrie                          |                                                                                  |
| 1998 | Posch & Partner GmbH Wasserversorgung Ghana                                                                                            | Schussek und Partner Klinkerlager Zementwerk Kujawy                              |
| 1998 | Architekt Adil Lari Owainati Office Center, Ammann                                                                                     |                                                                                  |
| 1998 | Spindelberger, Retter, Draxler Hochwasserschutz Krems-Stein                                                                            |                                                                                  |
| 1998 | Fritsch, Chiari & Partner ZTGmbH und VCE „Masse-Feder-System“                                                                          |                                                                                  |
| 1998 | Ernst Zeibig Flaschenbündelfahrzeug |                                                                                  |

## Preisträger 1999–2002
| Jahr | Preisträger                                                                                              | Nominierungen                                                                   | Jurypreis                                                        |
| ---- | --- | ------------------------------------------------------------------------------- | ---------------------------------------------------------------- |
| 1999 | Fritsch-Chiari und Partner ZTGmbH Kao Ping Hsi Bridge                                                    | AXIS-Ingenieurleistungen Überdeckung der A22 Donauufer Autobahn                 | Gerhard Köhler – Österreichische Donau-Technik GmbH Pfahlrichter |
| 1999 | Ing. Thomas Graf – Ingenieur Ingra Bioenergie Weißenbach an der Enns                                     |                                                                                 |                                                                  |
| 1999 | Peter Tschernutter Technologietransfer für Asphaltdichtungen                                             |                                                                                 |                                                                  |
| 2000 | D2 Consult, Dr. Wagner, Dr. Schulter ZT-GmbH Wanjiazhai – Wassertunnel am Gelben Fluß                    | Ingenieurbüro für Vermessungswesen, Vermessungsbüro Bretschneider Laser Adapter |                                                                  |
| 2000 | Dipl.-Ing. Erhard Kargel EX-PRES B31                                                                     |                                                                                 |                                                                  |
| 2000 | PSM Planungsgesellschaft Fly-Over                                                                        |                                                                                 |                                                                  |
| 2000 | Scheiter Engineering Wärmerückgewinnung                                                                  |                                                                                 |                                                                  |
| 2000 | Zenkner & Handel Consulting Engineers Stahl und Glas                                                     |                                                                                 |                                                                  |
| 2001 | GEOCONSULT ZT-GmbH Large Hadron Collider (LHC) für CERN                                                  | Fritsch-Chiari und Partner ZTGmbH CaSCo                                         | Architekt Alexander Runser Otto Wagner Spital – Umbau Pavillon 9 |
| 2001 | Mario Ortner, iC Consulenten Geothermie Calimanesti                                                      |                                                                                 |                                                                  |
| 2001 | Lari & Assiciates, Arch DI Dr. Adil Lari Holiday Inn, Amman                                              |                                                                                 |                                                                  |
| 2001 | Peter Niederbacher AR&B-System Brunn am Gebirge                                                          |                                                                                 |                                                                  |
| 2001 | Josef Ringhofer ZT GmbH Der Kanalbläser                                                                  |                                                                                 |                                                                  |
| 2002 | Christian Aste Sprungschanze Berg Isel                                                                   | Construktion & Consulting GesmbH FIRE FOX-System                                |                                                                  |
| 2002 | Manfred Schrödl INFORM – Ein Verfahren zur sensorlosen Motorregelung                                     | KWI Planungs - und Beratungsgesellschaft mbH Joint Implementation Svilosa \|\|  |                                                                  |
| 2002 | Verbundplan GmbH Technical Design of the Hydrological Monitoring, Forecasting and Warning System, Poland |                                                                                 |                                                                  |
| 2002 | Wolfdietrich Ziesel mit Otto Häuselmayer, Ekkehard Wunderer Hanghäuser von Ephesos Ein Dach für Ephesos  |                                                                                 |                                                                  |

Im Jahr 2003 wurde kein Staatspreis ausgelobt.

## Preisträger 2004–2011
| Jahr | Preisträger | Nominierungen | Jurypreis |
| ---- | --- | --- | --- |
| 2004 | Herbert L. Haßlinger Moderne Geometrie der Gleisführung für Eisenbahnen – Wiener Bogen | Fritsch-Chiari und Partner ZTGmbH Feste Fahrbahn und Masse-Feder-Systeme Nord-Süd-Verbindung Berlin | ZT ARGE Michael Prachensky & Falko Ducia Talpino Öko Trans |
| 2004 | Arbeitsgemeinschaft Pauser/Ogris Wientalsammelkanal | | |
| 2004 | Quiring Consultants, Karl B. Quiring Die vier Säle im Musikverein Wien | | |
| 2004 | VCE Consult ZT GmbH Integrated Monitoring System und Assessment of Cables | | |
| 2004 | Erhard Kargel Brückentrio Sattledt | | |
| 2005 | Pörner Ingenieurgesellschaft mbH BITUBAG | ARGE Eisner – Szyskowitz / Kowalski – Wendl Tiefgarage Kastner & Öhler | Ing. Büro Wagner Eurositz 200 (vom Preisträger abgelehnt) |
| 2005 | Georg Felber Ziviltechniker GmbH Tunnelwaschwasser-Reinigungsanlage | | |
| 2005 | Wolfgang Kirchmair Ennskanal E02 | | |
| 2005 | Harald Meixner CYPRUS, Mapping und Property Valuation | | |
| 2005 | Hermann Spiegl, Spiegltec GmbH Fettkraftwerk | | |
| 2006 | Josef Linsinger ZT-GmbH Kulturgutdokumentation in höchster Präzision mittels 3D-Scanning am Beispiel des Cuvillies Theaters                                                                                                   | Austroconsult – Technische und betriebswirtschaftliche Beratung und Planung GmbH Planung, Evaluierung, Projektmanagement und Supervision für das TETRA Funknetz der General Directorate of Abu Dhabi Police | Schwelch & Partner GmbH Ingenieurbüro De-Ice-System und Anti-Ice-System zur Sicherheit im Flugverkehr |
| 2006 | Erhard Kargel Geh- und Radwegbrücke Wernstein am Inn–Neuburg am Inn | | |
| 2006 | Architekt Martin Kohlbauer ZT GmbH Generalbebauung SEW Headquarters Bruchsal | | |
| 2006 | Planungsteam Querkraft Architekten ZT GmbH – DI Bauer & DI Resch Werkraum ZT GmbH ADBC – Adi Dassler Brand Center | | |
| 2006 | Matthias Stracke ZT Gmbh Lawinenschutz | | |
| 2007 | sps-architekten ZT GmbH Modellwohnhaus, Passivhaus Salzburg | ACE Group Austria – Architekt DI Dr. Adil Lari Ökologisierung von 200 Dörfern im Iran | Architekt Bernhard Edelmüller Generalsanierung der Kirche am Steinhof |
| 2007 | Lang consulting – Günter Lang 1. Österreichische Altbausanierung auf Passivhausstandard | | |
| 2007 | Ingenieurbüro Mintscheff Konstruktion und Entwicklung eines ultraleichten Fahrradantriebes | | |
| 2007 | Peter Schossnikel, Andreas Pörner, Pörner Ingenieurgesellschaft mbH Bioenthanolanlage Pischelsdorf | | |
| 2008 | Tyromotion GmbH Entwicklung eines neuartigen Therapieroboters für Schlaganfallrehabilitation | Bartenbach LichtLabor GmbH Lighting Consultancy Services for Singapore Changi Airport – Terminal 3 – Departure Hall                                                                                         | Jurypreis: nonconform architektur vor ort ZT KG Rückkehr des Lebens in die Orts- und Stadtzentren durch die Anwendung der neu entwickelten Consulting Methode „Ideenwerkstatt – nonconform vor ort“ Interdisziplinärer Sonderpreis: CISC Semiconduktor Design-Consulting GmbH Extended Co-Simulation for Systems-in-Package Designs |
| 2008 | Pörner Ingenieurgesellschaft mbH Sindbad-Generalsanierung einer Katalysator-Anlage in Katar | | |
| 2008 | Fritsch-Chiari und Partner ZTGmbH Ein Beitrag zur Verwirklichung einer nachhaltigen Energieversorgung – Biogasbehälter in Fertigteilbauweise                                                                                  | | |
| 2008 | AMX Automation Technologies GmbH TC-One | | |
| 2008 | Andata Entwicklungstechnologie GmbH & Co KG Kernkompetenz Integrale SicherheitsSysteme | | |
| 2009 | IB Steiner Exjection Technologie | Moser & Partner Ingenieurbüro GmbH Alternatives Energiekonzept SPAR Zentrallager ÜllÖ | Roman Weigl MSc, rew-consulting 380 kV – Hochspannungskabelkühlung |
| 2009 | Geoteam, Technisches Büro für Hydrogeologie, Geothermie und Umwelt Ges.m.b.H. Geothermie Simbach-Braunau | | |
| 2009 | riocom – Albert Schwingshandl Hochwasseralarmpläne March | | |
| 2009 | INTECO special melting technologies GmbH Engineering & Supply of the ladle furnace and vacuum degassing (vacuum stream degassing) für the Secondary Metallurgical Complex & Ingot Casting for SeAH-Besteel Corporation, Korea | | |
| 2011 | Meinhard Schwaiger, AMX Automation Technologies GmbH D-Dalus – eine Flugdrohnenentwicklung auf Basis eines neuartigen Antriebskonzeptes                                                                                       | Peter Sattler, sattler energie consulting GmbH Optimierung der Prozeßkälte im Unternehmen Greiner Packaging GmbH, Kremsmünster                                                                              | ARGE Handlungsbedarfsanalyse Naturschutz – Büro LACON & Büro Bieringer, LACON, Ransmayr, Vordruska & Wanninger OG Konzept zum Schutz von Lebensräumen und Arten in Niederösterreich |
| 2011 | TB-Starchel Ingenieurbüro GmbH Wärme- und Kältegewinnung aus industrieller Abwärme | | |
| 2011 | Wolfgang Stocksreiter Entwicklung eines Funksystems für die Messung des pH-Wertes im Rinderpansen | | |
| 2011 | VCE Consult ZT GmbH Prüfung von Bauwerken auf Erdbebentauglichkeit | | |

In den Jahren 2003 und 2010 wurde kein Staatspreis ausgelobt.

## Preisträger ab 2013
| Jahr | Preisträger | Nominierungen | Sonderpreis |
| ---- | --- | --- | --- |
| 2013 | Technisches Büro für Bergwesen Felix Hruschka Projekt Kleinbergbau in Entwicklungsländern | AMX Automation Technologies GmbH, Meinhard Schwaiger VIP-W hochwärmedämmende Kunststofffenster mit Vakuumisolierung | Wolfgang Stocksreiter Indoornavigationssystem – Digitale taktile Blindenplatte                                                                  |
| 2013 | INTECO special melting technologies GmbH Herstellung großer Schmiedeblöcke über das Elektro-Schlacke-Umschmelzverfahren (ESU) | | |
| 2013 | Architekten Markus Klaura, Dietmar Kaden, Erich Laure, Lackner + Raml ZT GmbH Aussichtsturm Pyramidenkogel | | |
| 2013 | Ronald Mischek ZT mit Bietergemeinschaft ROMM Nachhaltiges Massenstrom-Management Wohnbau Seestadt Aspern | | |
| 2015 | VCE Vienna Consulting Engineers ZT GmbH Botlekbrücke – Die größte Hubbrücke der Welt | AeroMap GmbH, Roland Wack, Thomas Meissl, Evelyn Bilek Entwicklung einer vollstabilisierten Multisensor-Plattform zur Fernerkundung auf Basis eines Leichtflugzeugs – Laserscanning und Photogrammetrie kosteneffizient. | flusslauf e.U., Georg Michael Seidl Fischlift Kraftwerk Blumau                                                                                  |
| 2015 | bionic surface technologies GmbH, Andreas Flanschger, Peter Adrian Leitl Konstruktion und Bau des schnellsten und effizientesten Rennflugzeugs im Red Bull Airrace durch Einsatz von Strömungssimulation und Nanotechnologie              | | |
| 2015 | Gridlab GmbH, Hermann Maier Effizienzsteigerung in der Produktion von Spezialdrähten durch numerische Strömungsmodellierung | | |
| 2015 | Pörner Ingenieurgesellschaft mbH Saubere Luft für Sibirien: Planung einer Entschwefelungsanlage für Norilsk Nickel | | |
| 2017 | AVVIO GmbH & CoKG, Gerhard Hubmann TENZ – The low-energy screw for wood / Die Profi-Holzbauschraube mit der innovativen Stairs Gewindetechnologie                                                                                         | Bilgeri Environtec GmbH, Walter Bilgeri Kontinuierliche Hygienisierung von Bioabfällen | Karl Prodinger Sanierung feuchter Gebäude |
| 2017 | Günter Humer GmbH Hangwassermanagement | | |
| 2017 | DnD Landschaftsplanung ZT KG Platzgestaltung Aspern Seestadt: Hermine Dasovsky-Platz & Susanne Schmida-Gasse | | |
| 2017 | Horn & Partner ZT GmbH Geh- und Radwegbrücke Puch | | |
| 2019 | Georg Seidl, flusslauf e.U. Ingenieurbüro für Gewässerökologie und Wasserbau Modifizierter Denil-Fischpass | Erhard Kargel, Ingenieurkonsulent für Bauwesen Aussichtsbrücke Pottenstein – Skywalk | Anton Marauli, Ingenieurbüro planma Linienoptimierung des öffentlichen Verkehrs in Istanbul mittels ÖV-Verkehrsmodell                           |
|      | STRUCINSPECT UAV Structural Inspection – Ziviltechnikergruppe: Vermessung Angst ZT GmbH, ADP Rinner ZT GmbH, RM Umweltkonsulenten ZT GmbH, VCE Vienna Consulting Engineers ZT GmbH Brückeninspektion 4.0 – Pilotprojekt Falkensteinbrücke | | |
|      | 3:0 Landschaftsarchitektur und Projektpartner Stoik & Partner ZT GmbH Duales Tiefbeet | | |
|      | TEAM der TBH Ingenieur GmbH Logistikzentrum IKEA Wien – Heizen und Kühlen mit Europas größtem Eisspeichersystem | | |
| 2021 | PJ Messtechnik GmbH Effiziente Instandhaltung von Schienen-Infrastruktur mittels mobiler Messtechnik | AMX Automation Technologies GmbH OCF-CONTILOX | Hoyer Brandschutz GmbH Brandschutzplanung für den Erhalt historisch wertvoller und teilweise denkmalgeschützter Substanz im Haus am Schottentor |
| 2021 | superwien urbanism ZT Oberes Hausfeld – ein nachhaltiger Stadtteil in Wien | | |
| 2021 | kppk ZT GmbH R.O.S.E. | | |
| 2021 | Ocean Maps GmbH Digitaler Zwilling für Erneuerbare Energieerzeugung | | |
| 2023 | Dieter Liebisch / Tec-Solution Umwelt- & Wärmetechnik GmbH Energieoptimierung in der Bauprodukteherstellung der BMI Austria GmbH/Werk Fürnitz                                                                                             | Clemens Dorfmann / flow engineering Quantitative Bewertungsmethoden für Schwall-Sunk Auswirkungen in Fließgewässern | Dominik Scheuch / YEWO LANDSCAPES GmbH Stadtsee Horn                                                                                            |
| 2023 | Peter Furtner / VCE Vienna Consulting Engineers ZT GmbH Condition-Monitoring-System für die Offshore Windfarm EAST ANGLIA ONE | | |
| 2023 | Samuel Blumer / sblumer ZT GmbH Kirche Holzkirchen | | |
| 2023 | Günther Petschnig / PJ Monitoring GmbH Digitaler Bahntransport: Europas intelligentester Güterzug für Mercitalia Intermodal S.p.A | | |